# Kerem İnan
Kerem İnan (Istanbul, 25 marzo 1980) è un ex calciatore turco, di ruolo portiere.

## Palmarès

### Competizioni nazionali
- Campionato turco: 3

Galatasaray: 1998-1999, 1999-2000, 2001-2002
- Coppa di Turchia: 2

Galatasaray: 1998-1999, 1999-2000

### Competizioni internazionali
- Coppa UEFA: 1

Galatasaray: 1999-2000
- Supercoppa UEFA: 1

Galatasaray: 2000